# Sancho de Noroña

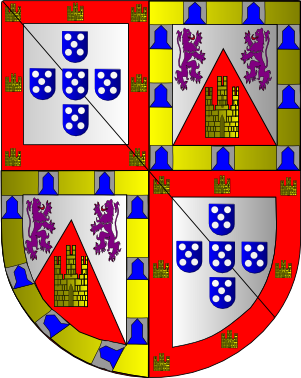
Escudo de armas de Sancho de Noroña, primer conde de Odemira.

Sancho de Noroña (Francia, c. 1394-1471) fue un noble y militar portugués titulado primer conde de Odemira (1446), destacado por su cargo de gobernador y capitán general de Ceuta entre 1450 y 1456 y entre 1456 y 1460, durante el dominio portugués de la ciudad.

## Biografía
Fue hijo de Alfonso Enríquez, conde de Noreña y de Gijón e hijo natural de Enrique II de Castilla, y de Isabel de Portugal, señora de Viseu e hija natural de Fernando I de Portugal.
El 9 de octubre de 1446 fue creado I conde de Odemira por Alfonso V de Portugal, y en 1448 se le concedió por documento fechado en Lisboa el 21 de noviembre el señorío de Portalegre junto con el castillo de su nombre. Fue además, señor de Aveiro, alcaide mayor del castillo de Elvas y del castillo de Estremoz, y comendador mayor de la Orden de Santiago.
El 12 de marzo de 1449 fue nombrado por el Consejo Real, del cual fue miembro, gobernador y capitán general de Ceuta, cargo que ocupó desde 1460 hasta 1456 y nuevamente desde 1466 hasta el 30 de junio de 1460, regresando nuevamente a Portugal, y tres años más tarde acompañó a Alfonso V a la conquista de Tánger.

## Matrimonio y descendencia
Contrajo matrimonio bajo carta de dote otorgada en 1434 con Mencía de Sousa y Ataíde, cuarta señora de Mortágua y Vimieiro, hija de Gonzalo Añez de Sousa, tercer nieto de Alfonso III de Portugal; y de Felipa de Ataíde, y fueron padres de: 
- María de Noroña y Sousa (1440-¿?), V señora de Mortágua, Aveiro y Vimieiro, II condesa de Odemira, casada con Alonso de Braganza y Castro, I conde de Faro.

Además, fuera del matrimonio Sancho tuvo por hijo natural a: 
- Luis de Noroña (1420-¿?), comendador de Sines en la Orden de Santiago, casado con María Lobo.